# Stade de Reims
O Stade de Reims é um clube profissional de futebol francês com sede na cidade de Reims, na região do Grande Leste. Foi fundado em 1910, sob a orientação do Marquis Melchior de Polignac, um francês que mais tarde passou a servir no Comitê Olímpico Internacional.
Nascido da fusão de vários clubes, em primeiro lugar a Société sportive du parc Pommery, o Stade de Reims mudou-se em 1934 para o novo velódromo municipal, o futuro estádio Auguste-Delaune. Campeão francês amador em 1935, o clube optou pelo profissionalismo e ingressou na segunda divisão do campeonato francês. Em 1938, a fusão com o Sporting Club Rémois, o grande rival local na camisola vermelha e branca, deu novo impulso ao time, que foi promovido à primeira divisão no final da Segunda Guerra Mundial.
Na década de 1950, o Stade de Reims se estabeleceu como o principal clube francês, acumulando um recorde de prestígio em apenas alguns anos, a equipe foi hexa-campeã do Campeonato Francês e bicampeã da Copa da França nos anos de 1949 e 1962. Foram os representantes franceses na final da primeira edição da Liga dos Campeões da UEFA, na época chamado de Taça dos Clubes Campeões Europeus, perdendo na final pro Real Madrid. A história se repetiu alguns três anos depois, com o Stade de Reims perdendo pelo mesmo adversário. A demissão de Batteux em 1963 coincidiu com o declínio esportivo do clube, rebaixado para a segunda divisão em 1964 e 1967. De volta à primeira divisão na década de 1970, o clube de Reims não conseguiu recuperar o brilho do passado, apesar das façanhas do argentino Carlos Bianchi. Pouco salvo da falência em 1978, rebaixado no ano seguinte, ele se tornou um time regular do D2 até sua liquidação em 1991.
O presidente do clube é o Jean-Pierre Caillot desde 2004 e é dirigido por Óscar García Junyent desde julho de 2021. A equipe atualmente disputa a Ligue 2.

## História
Fundado em 1911, pelo Marquês de Polignac como Société Sportive du Parc Pommery, mudou de nome em 18 de junho de 1931, ano em que se considera sua fundação oficial, para Stade de Reims. Sete anos após a mudança de nome, em 1938, o clube se fundiu com outro clube da cidade de Reims, o Sporting Club Remóis, fundado em 1904. Na fusão, o Stade de Reims manteve o nome, mas as cores vieram do Remóis: o vermelho e o branco.
O primeiro título importante do clube aconteceu antes da fusão, em 1935, quando o Reims ganhou a Divisão de Honra do Nordeste Francês e no mesmo ano conquistou a Copa da França de Amadores. Ainda naquele ano, o SR aderiu ao profissionalismo. Nos anos seguintes, disputou a segunda divisão francesa. Após a Segunda Guerra Mundial, que paralisou a liga nacional, o Reims retornou já na primeira divisão, 1945-46.

### Domínio nacional
Em 1946-47, o Reims foi vicecampeão da Liga e, duas temporadas depois, em 1948-49, conquistou seu primeiro título. O sucesso do Stade de Reims seguiu na temporada seguinte com o título da Copa da França na temporada 1949-50. Nos doze anos seguintes, sagrou-se hexacampeão francês, além de outra conquista de outra Copa da França, se tornando o maior campeão do país, título que só lhe seria retirado pelo Saint-Étienne em 1974.
A nível internacional, o Stade de Reims foi o primeiro e único clube francês campeão da Copa Latina, em 1952-53, que juntamente com a Copa Mitropa era uma das competições precursoras da Liga dos Campeões da UEFA, competição em que o Reims chegou à final logo na primeira edição, em 1956, perdendo para o Real Madrid por 4 a 3. O Stade de Reims foi vice-campeão dessa mesma competição novamente em 1959, quando perdeu novamente para o Real Madrid por 2 a 0.
O sucesso se baseava em um time dirigido por Albert Batteux, ex-jogador e campeão francês e da Copa da França nos primeiros anos de sucesso do clube. Com um futebol ofensivo, com dribles e passes curtos, o Reims tinha um time com grandes jogadores, como Raymond Kopa, Just Fontaine, Dominique Colonna, Robert Jonquet, Jean Vincent e Roger Piantoni. Com a base do time do Stade de Reims, a Seleção Francesa chegou às semifinais da Copa da Suécia em 1958, perdendo-a para o Brasil de Pelé e Garrincha por 5 a 2, mas teve Fontaine como artilheiro daquela Copa com 13 gols.

### Decadência
Depois desse período glorioso a queda foi vertiginosa. A direção optou por uma época de austeridade e depois do vice-campeonato francês de 1962-63, foi rebaixado na temporada seguinte, ficando na penúltima posição. Na temporada 1965-66, conquistou o título da 2ª Divisão e voltou à elite do futebol francês dando a impressão de que poderia continuar sendo um grande clube, mas foi rebaixado novamente na temporada 1966-67. Depois de mais um retorno, em 1970-71, permanecendo por alguns anos, foi rebaixado em definitivo em 1978-79. A situação financeira do clube era ruim e a década de 1980 foi toda na 2ª Divisão. Na temporada 1990-91, as finanças do clube não melhoraram e uma das opções foi cair para a 3ª Divisão (mesmo terminando na 6ª posição do Grupo 2), evitando a falência. Mesmo com a mudança de divisão, os problemas não foram resolvidos e a falência do Stade de Reims foi decretada em outubro de 1991, porém, dois meses depois, o clube foi recriado, como Stade de Reims Champagne.
A partir da temporada 1992-93, o Stade de Reims iniciou uma longa peregrinação para voltar à elite do futebol francês começando na 6ª Divisão, alcançando o Championnat National (3ª Divisão) na temporada 1999-2000. 

### Novo rebaixamento
No dia 29 de maio de 2025, após uma derrota de 3 a 1 contra o Metz, pelo jogo da volta do Play Off de rebaixamento da Ligue 1 de 2024-25, o Stade De Reims foi rebaixado para a Ligue 2. Na mesma temporada, a equipe tinha chegou na final da Copa da França, mas perdeu na fina para o PSG.

## Títulos
| CONTINENTAIS | CONTINENTAIS                 | CONTINENTAIS | CONTINENTAIS                                          |
| ------------ | ---------------------------- | ------------ | ----------------------------------------------------- |
|              | Competição                   | Títulos      | Temporadas                                            |
|              | Copa Latina                  | 1            | 1953                                                  |
| NACIONAIS    |                              |              |                                                       |
|              | Competição                   | Títulos      | Temporadas                                            |
|              | Campeonato Francês           | 6            | 1948–49, 1952–53, 1954–55, 1957–58, 1959–60 e 1961–62 |
|              | Copa da França               | 2            | 1949–50 e 1957–58                                     |
|              | Supercopa da França          | 4            | 1955, 1958, 1960 e 1966                               |
|              | Campeonato Francês - Ligue 2 | 2            | 1965–66 e 2017–18                                     |

## Elenco
Atualizado em 9 de Janeiro de 2025[carece de fontes?]

#### Legenda:
- Capitão
- Emprestado
- Lesionado

## Estatísticas
As tabelas abaixo mostram as performances do clube nas últimas temporadas no Campeonato Francês e na Copa da França
     Campeão.
     Vice-campeão.
     Promovido.
     Rebaixado.
D3: Division 3, competição já extinta que era equivalente à terceira divisão. Substituída pelo Championnat National (Nat).
Nat 3: o CFA 2, atualmente equivalente à quinta divisão da França, era chamado, até 1996-97, de National 3. O CFA era chamado de National 2 e o atual Championnat National era denominado National 1.
| Temporada | Divisão   | Posição |
| --------- | --------- | ------- |
| 1990-91   | Div 2     | 6º      |
| 1991-92   | Div 3     | 6º      |
| 1992-93   | Div. reg. | 8º      |
| 1993-94   | Div. reg. | 1º      |
| 1994-95   | Nat 3     | 4º      |
| 1995-96   | Nat 3     | 4º      |
| 1996-97   | Nat 3     | 3º      |
| 1997-98   | CFA 2     | 1º      |
| 1998-99   | CFA       | 3º      |
| 1999-00   | Nat       | 11º     |

| Temporada | Divisão | Posição |
| --------- | ------- | ------- |
| 2000-01   | Nat     | 5º      |
| 2001-02   | Nat     | 2º      |
| 2002-03   | L2      | 20º     |
| 2003-04   | Nat     | 1º      |
| 2004-05   | L2      | 16º     |
| 2005-06   | L2      | 14º     |
| 2006-07   | L2      | 11º     |
| 2007-08   | L2      | 13º     |
| 2008-09   | L2      | 20º     |
| 2009-10   | Nat     | 2º      |

| Temporada | Fase alcançada |
| --------- | -------------- |
| 1990-91   | 8ª             |
| 1991-92   | 7ª             |
| 1992-93   | 2ª             |
| 1993-94   | 7ª             |
| 1994-95   | 7ª             |
| 1995-96   | 4ª             |
| 1996-97   | 32 avos        |
| 1997-98   | 32 avos        |
| 1998-99   | 5ª             |
| 1999-00   | 8ª             |

| Temporada | Fase alcançada |
| --------- | -------------- |
| 2000-01   | Quartas        |
| 2001-02   | Oitavas        |
| 2002-03   | 32 avos        |
| 2003-04   | Oitavas        |
| 2004-05   | 16 avos        |
| 2005-06   | 8ª             |
| 2006-07   | 8ª             |
| 2007-08   | 32 avos        |
| 2008-09   | 8ª             |
| 2009-10   | 6ª             |

1Em 1990-91 e 1991-92, o Reims foi rebaixado forçadamente, mesmo terminando em 6° lugar nos certames, devido a problemas financeiros.